# Лассуэлл, Гарольд Дуайт
Га́рольд Дуа́йт Ла́ссуэлл (англ. Harold Dwight Lasswell; 13 февраля 1902, Доннелсон, Иллинойс, США — 18 декабря 1978, Нью-Йорк, США) — американский политолог, один из основоположников современной политологии, представитель бихевиоралистского подхода в политической науке и один из основателей Чикагской школы социологии, теоретик междисциплинарного подхода к исследованию поведения личности в различных сферах деятельности. Был почётным профессором права Йельского университета, одним из директоров Центра политических наук в Нью-Йорке, возглавлял Американскую ассоциацию политических наук.
Его работа «Техника пропаганды во время мировой войны» («Propaganda Technique in the World War», 1927) стала классическим сочинением по изучению массовой коммуникации.
Характеризовал США как «высоко манипулируемое общество».

## Биография
В 1918—1922 годах учился в Чикагском университете, где стал сторонником бихевиорализма и начал применять его в изучении политических процессов.
В 1922—1938 годах — профессор Чикагского университета.
Во время Второй мировой войны был руководителем отдела исследований коммуникаций войны в Библиотеке Конгресса США, а также читал лекции в Новой школе социальных исследований и в Йельской школе права.
С 1946 года — профессор Йельского университета.

## Научная деятельность
Многие годы занимался созданием единой и цельной политической науки, которая должна была заниматься не кабинетными, а полевыми исследованиями. С этой целью разрабатывая функциональный подход к политике, а также применял методы социальной психологии, психоанализа и психиатрии при исследовании политического поведения и той роли, которую «в распространении символики политической власти» играют массовые коммуникации. Один из первых учёных, кто стал использовать метод контент-анализа.
В 1948 году им была предложена, ставшая впоследствии классической, схема анализа «акта коммуникации», построенная как цепочка ответов на вопросы «КТО — говорит ЧТО — по какому КАНАЛУ — КОМУ — с каким ЭФФЕКТОМ?».
В широком смысле Лассуэлл рассматривал политологию как некий орган самопознания и самосовершенствования человечества. Он полагал, что в нынешний период истории, когда существует влияние глобальной технологической революции, резко возрастает взаимозависимость всех видов общественной жизни, а человечество стало рассматривать себя как единое целое. Теперь первостепенная задача заключается в создании международного правопорядка, который в свою очередь должен способствовать утверждению человеческого достоинства на всей Земле.
Исследуя «властвующие (правящие) элиты», в 1937 году Лассуэлл ввёл в научный оборот понятие «гарнизонное государство». Под ним он понимал такую разновидность государства, где ведущая роль принадлежит специалистам, занимающимся насилием с использованием современных технических средств. В свою очередь ему он противопоставлял общество, где власть принадлежит деловым кругам. Кроме того, Лассуэлл выделил промежуточные виды — «государство, управляемое аппаратом партийной пропаганды», «государство партийной бюрократии», а также сочетания разновидностей монополий рыночной и партийной власти. Он считал, что защитить современное общество от посягательств «правящих элит» возможно посредством международных действий, включая усиление значимости учёных.

## Научные труды
- Lasswell H. D. Propaganda Technique in the World War (1927; переиздана с новым вступлением, 1971)
- Lasswell H. D. World politics and personál insecurity. N.Y.; L., 1935
- Lasswell H. D. Politics: Whogets what, when, how. N. Y.; L., 1936
- Lasswell H. D. «The Garrison State» (1941)
- Lasswell H. D., Smith B. L., Casey R. D. Propaganda, Communication and Public Order. Princeton, 1946
- Lasswell H. D. The analysis of political behavior. L., 1947
- Lasswell H. D. Power and Personality (1948; 3-е издание 2009)
- Lasswell H. D., Kaplan A. Power and society: а framework for political inquire. New Haven, 1950
- Lasswell H. D., Kaplan A. Power And Society (1952)
- Lasswell H. D. Psychopathology and politics" (1960)
- Lasswell H. D. World Politics and Personal Insecurity (1935; Reprinted with a new introduction, 1965)

### Переводы на русский язык

#### Монографии
- Лассуэлл Г. Д. Психопатология и политика: Монография / Пер. с англ. Т. Н. Самсоновой, Н. В. Коротковой. — М.: Издательство РАГС, 2005. — 352 с. — (Антология зарубежной и отечественной мысли). — ISBN 5-7729-0163-X.
- Лассуэлл Г. Д., Рогоу А. А. Власть, коррупция и честность / пер. с англ. Т. Н. Самсоновой. — М.: Издательство РАГС, 2005. — 171 с.
- Лассуэлл Г. Д. Техника пропаганды в мировой войне / пер. с англ. В. Г. Николаева. — М.: ИНИОН РАН, 2021. — 237 с. — ISBN 978-5-248-00976-3.
  - Ласвель Г. Техника пропаганды в мировой войне / сокр. пер. с англ. Н. М. Потапова. — М.—Л.: Государственное издательство - Отдел военной литературы, 1929. — 200 с.
- Лассуэлл Г. Д. Политика: кто достигает чего, когда и как? // Чикагская школа политической мысли (1920—1940-е годы) : сборник переводов под ред. Д. В. Ефременко ; РАН. ИНИОН, Отд. полит. науки, Отд. Социологии и социальной психологии / пер. с англ. В. Г. Николаева. — Москва : Институт научной информации по общественным наукам РАН, 2023. — с. 77-221.

#### Статьи
- Лассуэлл Г. Как интегрировать науку, мораль и политику // Социально-политические науки : журнал. — 1990. — № 11. — С. 84—95. — ISSN 2223-0092.
- Лассуэлл Г. Принцип тройного воздействия: ключ к анализу социальных процессов // Социологические исследования : журнал. — 1994. — № 1. — С. 64—74. — ISSN 0132-1625.
- Лассвелл Г. Язык власти // Политическая лингвистика. Выпуск 20 / пер. с англ. М. В. Толмачевой. — Екатеринбург: Урал. гос. пед. ун-т, 2006. — С. 264—280. — ISBN 5-7186-0287-5.
- Лассуэлл Г. Д. Гарнизонное государство // Чикагская школа политической мысли (1920—1940-е годы) : сборник переводов под ред. Д. В. Ефременко ; РАН. ИНИОН, Отд. полит. науки, Отд. Социологии и социальной психологии / пер. с англ. В. Г. Николаева. — Москва : Институт научной информации по общественным наукам РАН, 2023. — с. 222—236.